# Nettoyage ethnique dans la guerre de Bosnie-Herzégovine
Un nettoyage ethnique a eu lieu pendant la 'guerre de Bosnie-Herzégovine (1992-1995), durant lequel un grand nombre de Bosniaques (musulmans de Bosnie) et de Croates de Bosnie ont été expulsés ou poussés à fuir de plusieurs régions de Bosnie par l'armée de la Republika Srpska, JNA et les paramilitaires serbes,,. 
Le « nettoyage ethnique » (ou « épuration ethnique ») n'est pas une conséquence de la guerre mais son but. Mené par la Serbie de Slobodan Milošević,, il a eu pour objectif la création d'un territoire « ethniquement pur » destiné à faire partie de la Grande Serbie,,.
Les Bosniaques et les Serbes de Bosnie ont également été contraints de fuir ou ont été expulsés par les forces croates de Bosnie, bien qu'à une échelle restreinte et en moindre nombre.
La CIA a conclu que 90 % des actes de « nettoyage ethnique » ont été perpétrés par des Serbes et que les principaux politiciens serbes ont certainement joué un rôle dans les crimes,. Une commission spéciale d'experts de l’ONU, présidée par Cherif Bassiouni, a conclu que 90 pour cent des crimes commis en Bosnie-Herzégovine relèvent de la responsabilité des extrémistes serbes, 6 % par des extrémistes croates et 4 % par des extrémistes bosniaques. Plus important encore, les Serbes de Bosnie étaient le seul parti à tenter d'éliminer systématiquement toutes les traces d'autres groupes ethniques. Selon le rapport, « il n'y a aucune base factuelle pour soutenir qu'il existe une » équivalence morale « entre les factions en guerre ».
À partir de 1991, les bouleversements politiques en Bosnie-Herzégovine ont déplacé environ 2,7 millions de personnes à la mi-1992, dont plus de 700 000 ont demandé l'asile dans d'autres pays européens,, ce qui en fait le plus grand exode en Europe depuis la Seconde Guerre mondiale. Il est estimé entre 1,0 et 1,3 million de personnes ont été déracinées lors de ces campagnes de nettoyage ethnique et des dizaines de milliers ont été tuées.
Les méthodes utilisées au cours des campagnes de nettoyage ethnique en Bosnie comprennent « le meurtre de civils, le viol, la torture, la destruction de biens civils, publics et culturels, le pillage et le déplacement forcé de populations civiles ». Les auteurs de ces campagnes étaient des forces serbes et la plupart des victimes étaient des Bosniaques. Le Tribunal pénal international pour l'ex-Yougoslavie (TPIY), soutenu par l'ONU, a par la suite condamné plusieurs dirigeants serbes pour persécution pour des motifs politiques, raciaux et religieux; le transfert forcé et la déportation constituant un crime contre l'humanité. Le massacre de Srebrenica, qui faisait également partie de la campagne de nettoyage ethnique, a été considéré comme un crime de génocide.

## Contexte historique
La Bosnie-Herzégovine a été gouvernée par l'Empire ottoman de 1463 à 1878. Pendant cette période, une grande partie de sa population, principalement des Bosniaques (musulmans de Bosnie), s'est convertie à l' islam, donnant à sa société son caractère multiethnique. Les groupes ethniques de Bosnie-Herzégovine - les Bosniaques, les Serbes de Bosnie et les Croates de Bosnie ont vécu pacifiquement ensemble de 1878 jusqu'au déclenchement de la Première Guerre mondiale en 1914, avant laquelle les tensions intermittentes entre les trois groupes étaient principalement le résultat de problèmes économiques, alors que la Serbie avait eu des prétentions territoriales envers la Bosnie-Herzégovine au moins depuis 1878. Selon certains historiens, certains nationalistes serbes et croates, qui pratiquaient respectivement le christianisme orthodoxe et catholique, n'ont jamais accepté les Bosniaques comme nationalité et a essayé de les assimiler dans leurs propres cultures. Seconde Guerre mondiale a conduit à des affrontements interethniques, bien que les trois groupes aient été également répartis entre diverses factions et ne se soient pas ralliés universellement le long des lignes ethniques. Après la Seconde Guerre mondiale, la Bosnie-Herzégovine est devenue une partie de la république fédérative socialiste de Yougoslavie.

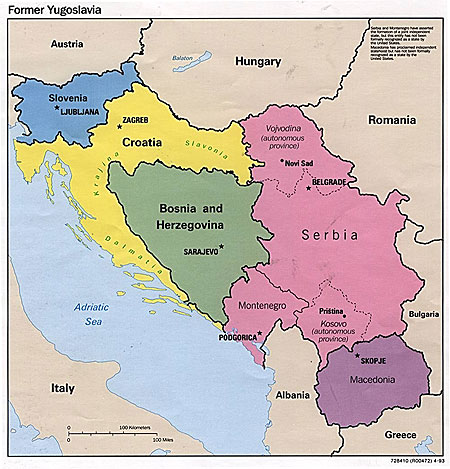
Carte de la Yougoslavie avant 1991

Après la mort de son chef Josip Broz Tito, la Yougoslavie a connu un système politique dysfonctionnel et une calamité économique dans les années 1980. Alors que le communisme perdait de sa puissance, les nouveaux dirigeants nationalistes Slobodan Milošević en Serbie et Franjo Tuđman en Croatie sont arrivés au pouvoir. Slovénie et la Croatie ont appelé à des réformes et à une confédération plus souple de l'État en Yougoslavie, mais cet appel a été opposé par le gouvernement du pays à Belgrade. Le 25 juin 1991, la Slovénie et la Croatie ont déclaré leur indépendance de la Yougoslavie. Un bref conflit armé a suivi en Slovénie et la guerre d'indépendance croate s'est intensifiée. La Macédoine a également déclaré son indépendance, que la Yougoslavie a accordée sans conflit. Le Plan RAM a commencé à être mis en œuvre, jetant les bases de nouvelles frontières d'une « Troisième Yougoslavie » dans un effort pour établir un pays où « tous les Serbes avec leurs territoires vivraient ensemble dans le même État »,.
Le plan Izetbegović-Gligorov proposait une restructuration de la Yougoslavie basée sur le principe 2 + 2 + 2, avec la Serbie et le Monténégro comme noyau d'une fédération asymétrique, avec la Bosnie et la Macédoine dans une fédération lâche, et avec la Croatie et la Slovénie dans une confédération. Le plan n'a été accepté par aucun des deux camps. À la fin de 1991, les Serbes ont commencé à établir des régions autonomes en Bosnie. Lorsque les représentants du Parti d'action démocratique (SDA) au Parlement de la république de Bosnie - Herzégovine ont annoncé leur projet de référendum sur l' indépendance de la Yougoslavie le 14 En octobre 1991, le dirigeant politique serbe de Bosnie Radovan Karadžić a prononcé un discours lors de la session parlementaire et a publiquement menacé la guerre et l'extinction des Bosniaques en tant que peuple. Le 9 janvier 1992, l' Assemblée des Serbes de Bosnie a proclamé la république du peuple Serbe de Bosnie-Herzégovine, qui comprendrait un territoire à majorité Serbe et « des territoires supplémentaires, non identifiés avec précision, mais englobant les zones où les Serbes étaient majoritaires » avant La Seconde Guerre mondiale.
Le 29 février et 1er mars 1992, la Bosnie-Herzégovine a organisé un référendum sur l'indépendance, après quoi elle a déclaré son indépendance de la Yougoslavie. La plupart des Serbes de Bosnie voulaient rester dans le même état que la Serbie. Lors de la 16e session de l'Assemblée des Serbes de Bosnie le 12 mai 1992, Karadžić, qui était alors le chef du proto-État autoproclamé de la Republika Srpska, a présenté ses « six objectifs stratégiques », qui comprenaient la «séparation des deux autres communautés nationales et la séparation des États», et la « création d'un couloir dans la vallée de la Drina éliminant ainsi la Drina [rivière] comme frontière entre les États serbes ». Général de la Republika Srpska Ratko Mladić a identifié « les musulmans et les hordes croates » comme étant l'ennemi et a suggéré à l'Assemblée de décider de les expulser par des moyens politiques ou par la force.
La guerre de Bosnie s'est rapidement intensifiée. Les forces serbes étaient composées de l'armée de la Republika Srpska (VRS), de l'armée populaire yougoslave (JNA) et des forces paramilitaires Serbes de Bosnie et de Serbie. Leur but était de former une Yougoslavie croupion ou une Grande Serbie. Les autorités Serbes de Belgrade voulaient annexer de nouveaux territoires pour les Serbes de Bosnie et de Croatie qui seraient éventuellement ajoutés à la Serbie et au Monténégro.
Au début de la guerre, les forces bosniaques organisées au sein de l'Armée de la république de Bosnie-Herzégovine (ARBiH) et les forces croates organisées au sein du Conseil de défense croate (HVO) ont initialement coopéré contre l'Armée populaire yougoslave (JNA) et l' armée de la Republika Srpska (armée serbe de Bosnie ou VRS). Le Conseil de défense croate (HVO) était l'armée officielle de la république croate d'Herzeg-Bosnie (HR HB), une «entité politique, culturelle, économique et territoriale» distincte en Bosnie, proclamée par Mate Boban le 18 novembre 1991. Le HVO a déclaré qu'il n'avait aucun objectif de sécession et s'est engagé à respecter le gouvernement central de Sarajevo. Le HR HB a été financé et armé par la Croatie. Les responsables internationaux et le Tribunal pénal international pour l'ex-Yougoslavie (TPIY) ont conclu que le but de la création de HR HB était de former une Grande Croatie à partir de certaines parties de la Bosnie-Herzégovine,, en divisant en fait la Bosnie-et-Herzégovine entre une Serbie élargie et la Croatie.

## Définitions
Le nettoyage ethnique est une politique délibérée de «rendre une zone ethniquement homogène en utilisant la force ou l'intimidation pour éloigner d'une zone donnée des personnes d'un autre groupe ethnique».
Un rapport de la Commission d'experts des Nations unies daté du 27 mai 1994 a défini le nettoyage ethnique comme un acte consistant à « rendre une zone ethniquement homogène en recourant à la force ou à l'intimidation pour éloigner des personnes de certains groupes de la zone », et a constaté que le nettoyage ethnique avait été effectué. par le meurtre, la torture, les arrestations et détentions arbitraires, les exécutions extrajudiciaires, les viols et les agressions sexuelles, le confinement de populations civiles dans les zones de ghetto, les expulsions forcées, les déplacements et la déportation de populations civiles, les attaques militaires délibérées ou les menaces d'attaques contre des civils et des civils zones et destruction gratuite de biens ». De telles formes de persécution d'un groupe ont été définies comme des crimes contre l'humanité et elles peuvent également entrer dans le sens de la Convention sur le génocide.
Les termes « nettoyage ethnique » et « génocide » ne sont pas synonymes, mais le discours académique considère que les deux existent dans un spectre d'agressions contre des nations ou des groupes ethno-religieux. Le nettoyage ethnique s'apparente à la déportation forcée ou au transfert de population d'un groupe pour changer la composition ethnique d'un territoire alors que le génocide vise la destruction d'un groupe. Pour faire une distinction entre les termes, la Cour internationale de Justice (CIJ) a rendu un verdict dans l'affaire du génocide en Bosnie :
« Il [ c'est-à-dire le nettoyage ethnique ] ne peut être une forme de génocide au sens de la Convention [sur le génocide] que s'il correspond ou entre dans l'une des catégories d'actes interdits par l'article II de la Convention. Ni l’intention, par principe, de rendre une zone «ethniquement homogène», ni les opérations qui peuvent être menées pour mettre en œuvre une telle politique ne peuvent en tant que telles être qualifiées de génocide : l'intention qui caractérise le génocide est de «détruire, en tout ou en partie « un groupe particulier, et l'expulsion ou le déplacement des membres d'un groupe, même s'il est effectué par la force, n'équivaut pas nécessairement à la destruction de ce groupe, et cette destruction n'est pas non plus une conséquence automatique du déplacement. Cela ne veut pas dire que les actes qualifiés de nettoyage ethnique ne peuvent jamais constituer un génocide s'ils sont de nature à être caractérisés, par exemple, comme « infligeant délibérément au groupe des conditions de vie calculées pour entraîner sa destruction physique dans son ensemble ou en partie », contrairement à l'article II, paragraphe c), de la Convention, à condition que cette action soit menée avec l'intention spécifique nécessaire (dolus specialis), c'est-à-dire en vue de la destruction du groupe, en tant que de son éloignement de la région. - CIJ. »

## Rapports internationaux
Le Comité sénatorial des relations étrangères des États-Unis a publié un rapport de ses services sur le nettoyage ethnique en Bosnie en août 1992. Le 17 novembre de la même année, le rapporteur spécial des Nations unies, Tadeusz Mazowiecki, a publié un rapport intitulé « Situation des droits de l'homme dans le territoire de l'ex-Yougoslavie » aux Nations unies (ONU). Dans le rapport, le nettoyage ethnique en Bosnie-Herzégovine a été pointé du doigt et décrit comme un objectif politique des nationalistes Serbes qui voulaient assurer le contrôle des territoires à majorité Serbe ainsi que des « territoires adjacents qui leur étaient assimilés ». Les paramilitaires ont joué un rôle majeur dans le nettoyage ethnique, selon le rapport.
Le 18 décembre 1992, l'Assemblée générale des Nations unies a publié la résolution 47/147, dans laquelle elle a rejeté « l'acquisition de territoire par la force » et condamné « dans les termes les plus forts possibles la pratique odieuse du « nettoyage ethnique », et a reconnu que « les dirigeants Serbes dans les territoires sous leur contrôle en Bosnie-Herzégovine, l'armée yougoslave et les dirigeants politiques de la république de Serbie portent la responsabilité principale de cette pratique répréhensible ».
Le 1er janvier 1993, Helsinki Watch a publié un rapport sur les conflits dans l'ex-Yougoslavie. Il a estimé que le nettoyage ethnique était « les violations les plus flagrantes en Croatie et en Bosnie-Herzégovine » parce qu'il envisageait « l'exécution sommaire, la disparition, la détention arbitraire, la déportation et le déplacement forcé de centaines de milliers de personnes en raison de leur religion ou de leur nationalité ».
La résolution 780 du Conseil de sécurité des Nations unies a autorisé la création d'une commission d'experts chargée d'enregistrer les crimes commis dans l'ex-Yougoslavie, y compris en Bosnie-Herzégovine. Le 27 mai 1994, ces rapports, qui décrivaient la politique de nettoyage ethnique, ont été conclus. Le Comité sénatorial des relations extérieures des États-Unis a tenu une audition sur les crimes de guerre dans les Balkans le 9 août 1995.
Le 15 novembre 1999, l'ONU a publié son rapport du secrétaire général conformément à la résolution 53/35 de l'Assemblée générale : « La chute de Srebrenica [A / 54/549] », qui détaille la chute de Srebrenica en juillet 1995 et a constaté faisait partie du plan plus large de nettoyage ethnique Serbe visant à dépeupler les territoires Bosniaques qu'ils voulaient annexer afin que les Serbes puissent les repeupler.

## Campagnes et méthodes
Les méthodes utilisées au cours des campagnes de nettoyage ethnique en Bosnie comprennent « le meurtre de civils, le viol, la torture, la destruction de biens civils, publics et culturels, le pillage et le pillage et le déplacement forcé de populations civiles ». Le déplacement forcé de populations civiles était une conséquence du conflit et de son objectif à travers la campagne de nettoyage ethnique. La campagne Serbe comprenait le meurtre sélectif de représentants civiques, religieux et intellectuels des Bosniaques et des Croates; l'envoi d'hommes adultes dans des camps de concentration et le viol de femmes. La campagne Serbe comprenait également la destruction et l'incendie de sites historiques, religieux et culturels Croates et Bosniaques.

### Forces Serbes
Entre 700 000 et 1 000 000 de Bosniaques ont été expulsés de leurs maisons du territoire Bosnien détenu par les forces Serbes. Méthodes utilisées pour y parvenir comprenaient la coercition et la terreur afin de faire pression sur les Bosniaques pour qu'ils quittent les zones revendiquées par les Serbes.

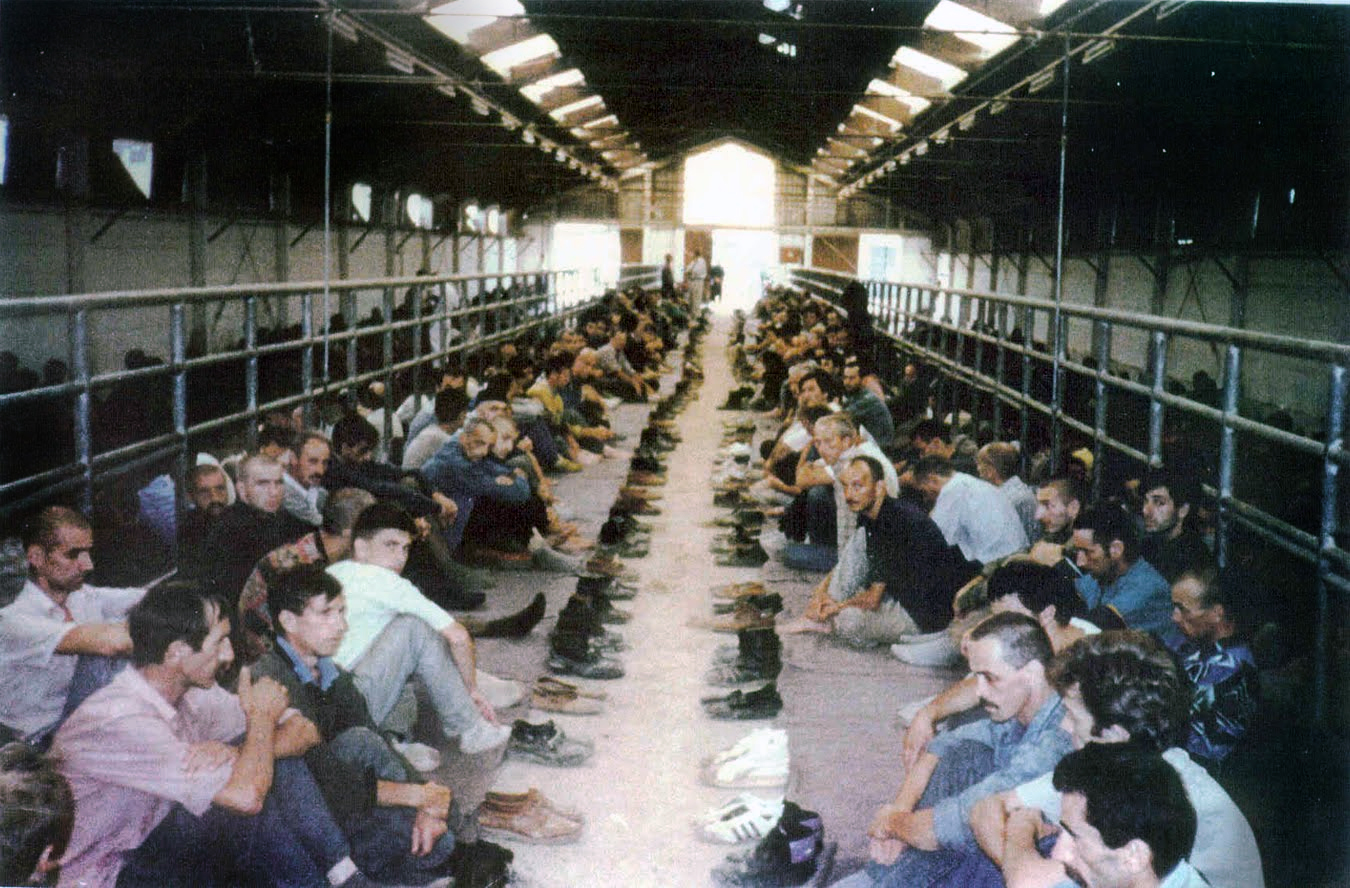
Détenus dans le camp de Manjača, près de Banja Luka, 1992

De nombreuses mesures discriminatoires ont été prises à l'encontre des Bosniaques sur le territoire contrôlé par la VRS. Dans la ville de Prijedor, à partir du 30 avril 1992, les non-Serbes ont été licenciés de leur emploi et interdits d'entrer dans le bâtiment du tribunal et ont été remplacés par des Serbes. Des intellectuels bosniaques et d’autres ont été déportés vers le camp d’Omarska. Maisons Bosniaques et Croates ont été fouillées à la recherche d'armes et parfois pillées. Forces Serbes ont escorté des non-Serbes portant des brassards blancs jusqu'aux bus qui les ont transportés vers les camps d'Omarska, Trnopolje et Keraterm. Les déplacements ont été limités par un couvre-feu et des points de contrôle. Les émissions de radio ont appelé les Serbes à «lyncher» les Bosniaques et les Croates. Torture et les mauvais traitements dans ces centres de détention ont été établis pour forcer les détenus à accepter ensuite l'offre de leur libération à la condition qu'ils signent un document les obligeant à quitter la zone.
À Banja Luka, les Bosniaques et les Croates ont été expulsés de leurs maisons et les Serbes déplacés entrants ont pris leur logement. Le travail forcé imposé par les autorités a accéléré la fuite des non-Serbes. Ceux qui quittaient Banja Luka devaient signer des documents d'abandon de leurs propriétés sans compensation. Paramilitaires ont fréquemment fait irruption dans les maisons de non-Serbes la nuit pour voler et agresser les occupants. Dans certains cas, les paramilitaires tiraient sur les maisons. La police serbe locale n'a pas empêché ces agressions soutenues. À Zvornik, les Bosniaques ont reçu des cachets officiels sur les cartes d'identité pour un changement de domicile; pour quitter la zone, ils ont été contraints de transférer leurs propriétés à une agence d'échange de maisons. À partir de mai-juin 1992, les Bosniaques ont été emmenés en bus à Tuzla et Subotica en Serbie. Certains résidents ont reçu l'ordre de partir sous la menace d'une arme. Des renvois forcés similaires ont eu lieu à Foča, Vlasenica, Brčko, Bosanski Šamac et d'autres villes de Bosnie. Représentants du HCR étaient réticents à aider les Bosniaques à quitter les zones touchées par la guerre, craignant de devenir des complices non désireux du nettoyage ethnique. Foča a été rebaptisée Srbinje (la place des Serbes). Une femme bosniaque, qui a été violée, a déclaré que son violeur lui avait dit que son objectif était de les baptiser et de les convertir tous en Serbes.
À Kozluk, en juin 1992, des Bosniaques ont été arrêtés et placés dans des camions et des trains pour les expulser de la zone. À Bijeljina, des non-Serbes ont également été expulsés de leurs maisons et licenciés de leur travail. Non-Serbes arrêtés ont été envoyés au camp de Batković, où ils ont effectué des travaux forcés sur les lignes de front. Paramilitaires Serbes ont identifié les Bosniaques et ont utilisé la violence contre eux. Lors des massacres de Višegrad en 1992, des centaines de Bosniaques ont été arrêtés sur un pont, abattus et jetés dans la rivière ou enfermés dans des maisons et brûlés vifs ; Des femmes Bosniaques ont été violées et un homme Bosniaque a été attaché à une voiture et traîné dans la ville.
La VRS a assiégé les enclaves Bosniaques. Après la prise de contrôle de Srebrenica par la VRS le 11 juillet 1995, des hommes Bosniaques ont été massacrés tandis que 23 000 personnes ont été transportées hors de la zone le 13 juillet.

### Forces croates

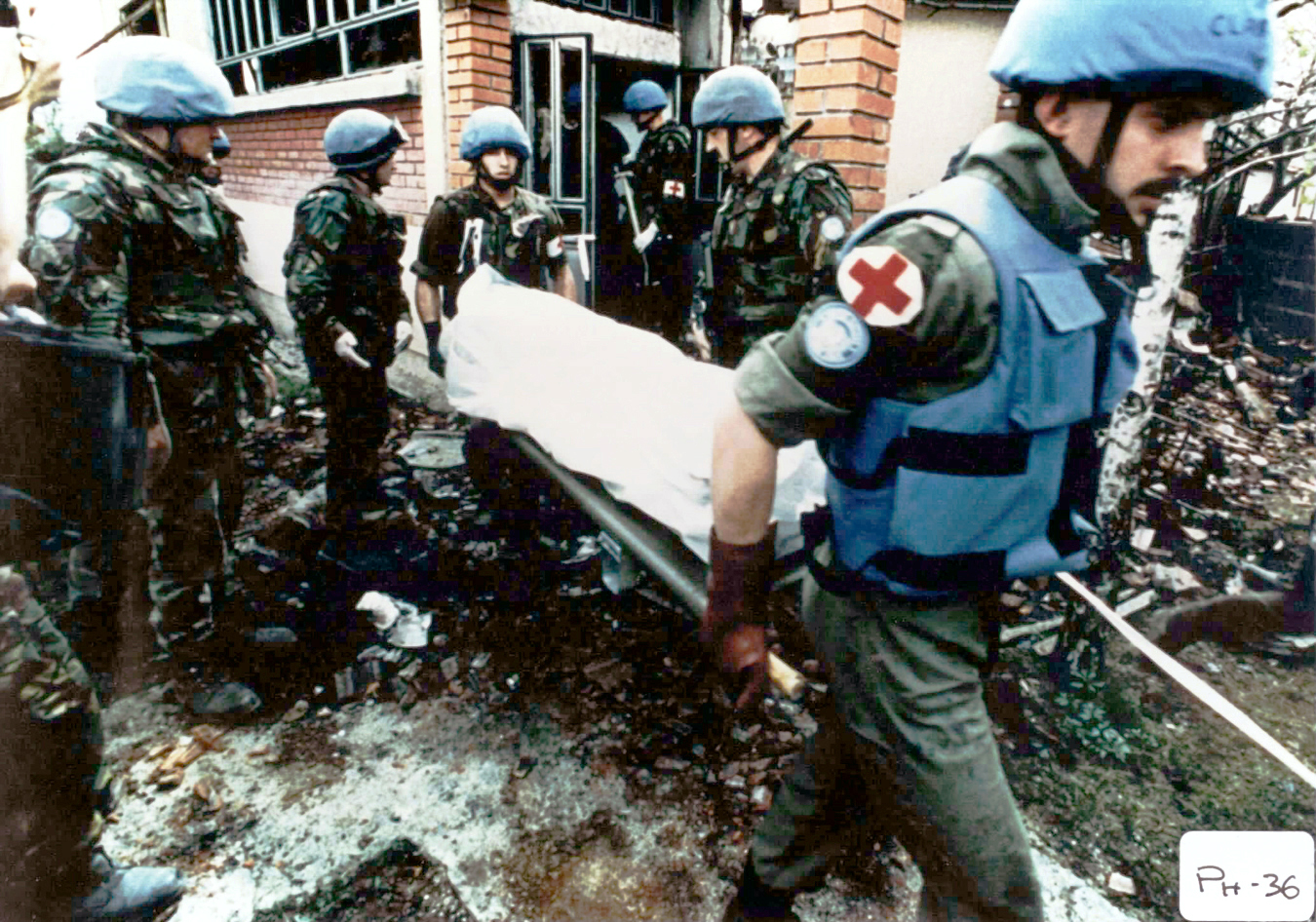
Les soldats de la paix de l'ONU recueillent des corps Bosniaques d'Ahmići en avril 1993

Au début de 1992, alors que les forces de la VRS avançaient vers Odžak et Bosanska Posavina, les forces Croates ont mis en déroute les civils Serbes vivant dans la région et les ont transportés en Croatie. Ils ont également expulsé les Serbes d' Herzégovine et incendié leurs maisons en mai 1992. En 1993, les autorités Croates de Bosnie ont procédé au nettoyage ethnique en conjonction avec l'attaque de Mostar, où des Bosniaques ont été placés dans des camps de détention gérés par des Croates. Les forces Croates ont expulsé les Bosniaques de la partie ouest de Mostar et d'autres villes et villages, notamment Stolac et Čapljina. Pour prendre le pouvoir dans les communautés de Bosnie centrale et d'Herzégovine occidentale qui étaient convoitées par la HR BH, son président Mate Boban a ordonné au Conseil de défense croate (HVO) de commencer à persécuter les Bosniaques vivant dans ces territoires. Les forces Croates ont utilisé « l'artillerie, l'expulsion, la violence, le viol, le vol et l'extorsion » pour expulser ou tuer la population Bosniaque, dont certaines étaient détenues dans les camps de l' Heliodrom et de Dretelj. Les massacres d'Ahmići et de Stupni Do visaient à eliminer les Bosniaques de ces zones.
Des soldats Croates ont fait sauter des commerces et des magasins Bosniaques dans certaines villes. Ils ont arrêté des milliers de civils Bosniaques et ont tenté de les expulser d'Herzégovine en les expulsant vers des pays tiers. Les forces de HR HB ont purgé les Serbes et les Bosniaques des bureaux du gouvernement et de la police. Les Bosniaques des zones désignées par HR HB étaient de plus en plus harcelés. À Vitez et Zenica en avril 1993, les soldats Croates ont averti les Bosniaques qu'ils seraient tués dans trois heures à moins qu'ils ne quittent leurs maisons. Des événements similaires se sont produits à Prozor, où les Bosniaques sont partis après que les forces Croates ont pris le contrôle de la ville, pillant et incendiant des magasins Bosniaques.

### Forces bosniaques
Selon le « Rapport final (1994) » du Conseil de sécurité des Nations unies, les Bosniaques se sont livrés aussi à «de graves violations des Conventions de Genève et d 'autres violations du droit international humanitaire », mais ils ne se sont pas livrés à un «nettoyage ethnique systématique». Les procureurs Bosniaques ont accusé d'anciens membres de l'Armée Bosniaque de crimes contre l'humanité contre les Serbes, dans le but de les expulser de Konjic et des villages environnants en mai 1992,. Pendant le siège de Goražde en 1993, les forces Bosniaques ont expulsé certains Serbes de la ville et en a placé d'autres en résidence surveillée. Des incidents similaires se sont produits en mars 1993 lorsque les autorités Bosniaques ont lancé une campagne pour expulser les Croates de Konjic. Pendant le siège de Sarajevo, le chef paramilitaire Bosniaque Mušan Topalović et ses forces ont enlevé et tué la plupart des Serbes vivant dans et autour de la banlieue de Sarajevo Bistrik avant que la police Bosniaque ne tue Topalović en octobre 1993. Après la guerre, les Croates ont quitté Vareš volontairement, craignant la vengeance des Bosniaques. Le départ des Croates de Sarajevo, Tuzla et Zenica avait des motifs différents, qui n'étaient pas toujours la conséquence directe de la pression des Bosniaques.

## Changements démographiques

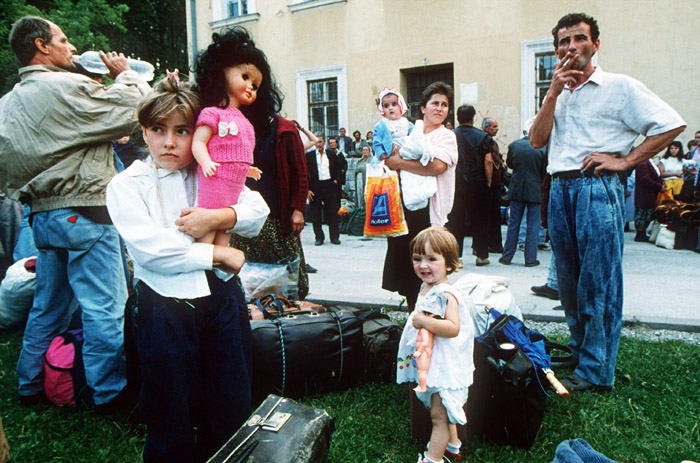
Les Bosniaques déplacés en 1993

Selon le recensement de 1991, la Bosnie-Herzégovine comptait 4 364 574 habitants, dont 43,7 % étaient des Bosniaques, 31,4 % des Serbes, 17,3 % des Croates et 5,5 % des Yougoslaves. En 1981, environ 16 % de la population était d'ascendance mixte. Serbes représentaient 31 % de la population de Bosnie-Herzégovine mais Karadžić revendiquait 70 % du territoire du pays. Les organisateurs de la campagne de nettoyage ethnique voulaient remplacer la société multiethnique de Bosnie par une société basée sur la suprématie nationaliste Serbe, qui était vue comme une forme de « Serbianisation » de ces régions. L'universitaire indien Radha Kumar a décrit une telle séparation territoriale des groupes basée sur leur nationalité comme « l'apartheid ethnique ».
On estime qu'entre 1,0 et 1,3 million de personnes ont été déracinées et que des dizaines de milliers ont été tuées lors du nettoyage ethnique. Forces Serbes ont perpétré la plupart des campagnes de nettoyage ethnique et la majorité des victimes étaient des Bosniaques. En septembre 1994, les représentants du HCR ont estimé qu'environ 80 000 non-Serbes sur 837 000 vivaient initialement sur le territoire contrôlé par les Serbes de Bosnie-Herzégovine avant que la guerre n'y reste; on estime que 90 % des habitants Bosniaques et Croates du territoire Serbe convoité ont été expulsés, presque tous ont été délibérément expulsés de chez eux. À la fin de 1995, les forces Serbes de Bosnie avaient expulsé ou tué 95 % de tous les non-Serbes vivant dans le territoire qu'ils annexaient.
Avant la guerre, le territoire Bosniaque détenu par l'armée de la Republika Srpska était composé de 47 % de Serbes, 33 % de Bosniaques et 13 % de Croates. Après la guerre, selon une étude du démographe Bosniaque Murat Prašo, en 1995 les Serbes représentaient 89 %, tandis que les Bosniaques représentaient 3 % et les Croates 1 % de la population restante. Dans le territoire bosniaque détenu par le HVO et l'armée Croate, avant la guerre, les Croates représentaient 49 % de la population; ce pourcentage est passé à 96 % en 1996. La même année, le pourcentage de Bosniaques est passé de 22 % à 2,5 % et le pourcentage de Serbes de 25 % à 0,3 %. Avant la guerre, les Bosniaques représentaient 57 % de la population du territoire contrôlé par le gouvernement Bosniaque; à la fin de la guerre, ils représentaient 74 %.

### Changements démographiques de 1991 à 1995, basés sur le contrôle territorial d'avant l'accord de Dayton, selon Murat Prašo[95]
Dans le territoire contrôlé par les Serbes, le nombre de Bosniaques est passé de 551 000 en 1991 à 28 000 en 1995, le nombre de Croates de 209 000 à 11 000 et le nombre de Serbes de 799 000 à 806 000.
Dans la zone contrôlé par les Bosniaques, le nombre de Serbes est passé de 438 000 à 180 000, le nombre de Croates est passé de 295 000 à 150 000 et le nombre de Bosniaques est passé de 1 235 000 à 1 238 000.
Dans le territoire contrôlée par les Croates, le nombre de Serbes est passé de 130 000 à 1 000, le nombre de Bosniaques est passé de 117 000 à 8 000 et le nombre de Croates est passé de 259 000 en 1991 à 307 000 en 1995.

### Changements démographiques de 1991 à 2011, basés sur le contrôle territorial de 1995/1996, selon Saša Mrduljaš[96]
L'historien Croate Saša Mrduljaš a analysé les changements démographiques basés sur le contrôle territorial à la suite de l'accord de Dayton. Selon ses recherches, en territoire contrôlé par les Serbes, le nombre de Bosniaques est passé de 473 000 en 1991 à 100 000 en 2011, le nombre de Croates de 151 000 à 15 000 et le nombre de Serbes de 886 000 à 1 220 000.
Dans le territoire contrôlé par les Bosniaques, le nombre de Serbes est passé de 400 000 à 50 000, le nombre de Croates est passé de 243 000 à 110 000 et le nombre de Bosniaques est passé de 1 323 000 à 1 550 000.
Dans la zone contrôlée par les Croates, le nombre de Serbes est passé de 80 000 à 20 000, le nombre de Bosniaques est passé de 107 000 à 70 000 et le nombre de Croates est passé de 367 000 en 1991 à 370 000 en 2011.
Les premières estimations placent le nombre de réfugiés et de personnes déplacées pendant la guerre de Bosnie à 2,7 millions bien que des publications ultérieures de l'ONU citent 2,2 millions de personnes qui ont fui ou ont été forcées de quitter leur foyer.
C'était le plus grand exode en Europe depuis la Seconde Guerre mondiale. Un million de personnes ont été déplacées à l'intérieur du pays et 1,2 million de personnes ont quitté le pays; 685 000 ont fui vers l'Europe occidentale - dont 330 000 sont allés en Allemagne - et 446 500 sont allés dans d'autres anciennes républiques yougoslaves.
La guerre de Bosnie a pris fin lorsque l'accord de Dayton a été signé le 14 décembre 1995 ; il stipulait que la Bosnie-Herzégovine devait rester un pays uni partagé par la fédération de Bosnie-et-Herzégovine (FBiH) et la république serbe de Bosnie, et accordait le droit de retour aux victimes du nettoyage ethnique.

### Nombre de réfugiés ou de déplacés internes en Bosnie-Herzégovine 1992-1995
| Peuple             | Bosniaques                 | Croates                  | Serbes                   |
| ------------------ | -------------------------- | ------------------------ | ------------------------ |
| Bosnie-Herzégovine | 1 270 000 (63 % du groupe) | 490 000 (67 % du groupe) | 540 000 (39 % du groupe) |

L'homogénéisation de la population s'est poursuivie après la fin de la guerre. Lorsque les zones de Sarajevo tenues par les Serbes ont été transférées à la FBiH en mars 1996 de nombreux Serbes ont quitté Sarajevo dans les mois qui ont suivi. Entre 60 000 et 90 000 Serbes ont quitté la banlieue de Sarajevo. Cela a été interprété comme le résultat de la division de Dayton de la Bosnie selon des critères ethniques. Les politiciens des Serbes de Bosnie ont fait pression sur les Serbes pour qu'ils quittent Sarajevo tandis que les déclarations mitigées du gouvernement Bosniaque ont provoqué un manque de confiance parmi les habitants Serbes. Les extrémistes Serbes de Bosnie ont incendié des appartements et expulsé les Serbes qui voulaient rester dans ces banlieues avant le transfert au gouvernement Bosniaque. À Ilidža, les médicaments, les machines et les équipements utilitaires ont disparu. Le politicien Serbe Momčilo Krajišnik a publiquement appelé les Serbes à quitter Sarajevo, ce qui a incité un attaché de presse de l'ONU à appeler les autorités Serbes « les maîtres de la manipulation ». Cet épisode est souvent cité comme «difficile à distinguer entre la coercition et le volontarisme».
Les changements démographiques provoqués par le conflit en Bosnie-Herzégovine sont les plus dramatiques que ce pays ait connues depuis un siècle; le recensement de la population de 2013 a enregistré 3 531 159 habitants, soit une baisse de plus de 19 % en une seule génération.

## Destruction d'édifices culturels et religieux

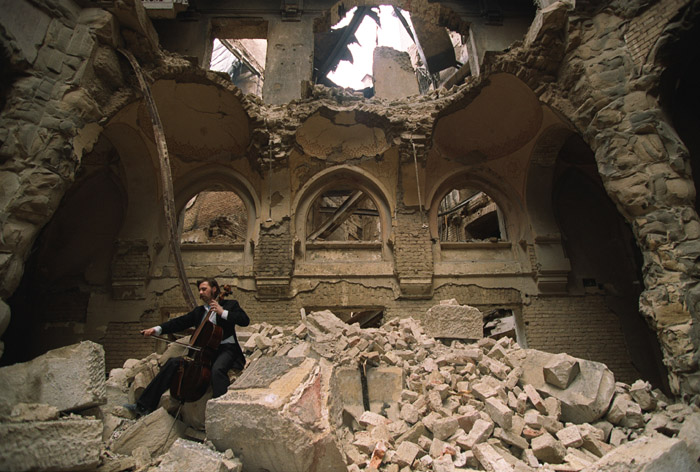
La Bibliothèque nationale de Sarajevo partiellement détruite en 1992.

Dans le cadre de vastes campagnes de nettoyage ethnique, la destruction massive et intentionnelle de biens culturels et religieux en Bosnie-Herzégovine a provoqué une condamnation mondiale, en particulier attaques contre des structures emblématiques comme la Bibliothèque nationale (Vijećnica) à Sarajevo et le Vieux Pont (Stari Most) à Mostar.
Le rapport de la commission de la culture et de l’éducation (Conseil de l'Europe Assemblée parlementaire Doc. 6756. 2 février 1993), a caractérisé la destruction comme « une catastrophe culturelle au cœur de l'Europe ».
Les accords de paix de Dayton ont reconnu l'importance du patrimoine culturel dans l'annexe 8, qui appelait à la création d'une commission pour préserver les monuments.

### Dommages au patrimoine architectural islamique en Bosnie (1992-1995)
Si le conflit en Bosnie-Herzégovine n’est pas un conflit religieux, il a été caractérisé par la destruction et la profanation systématiques de mosquées, d’églises catholiques et d’autres lieux de culte. De 1 149 mosquées avant la guerre - totalement détruits et endommagées 927.

## Destruction de logements

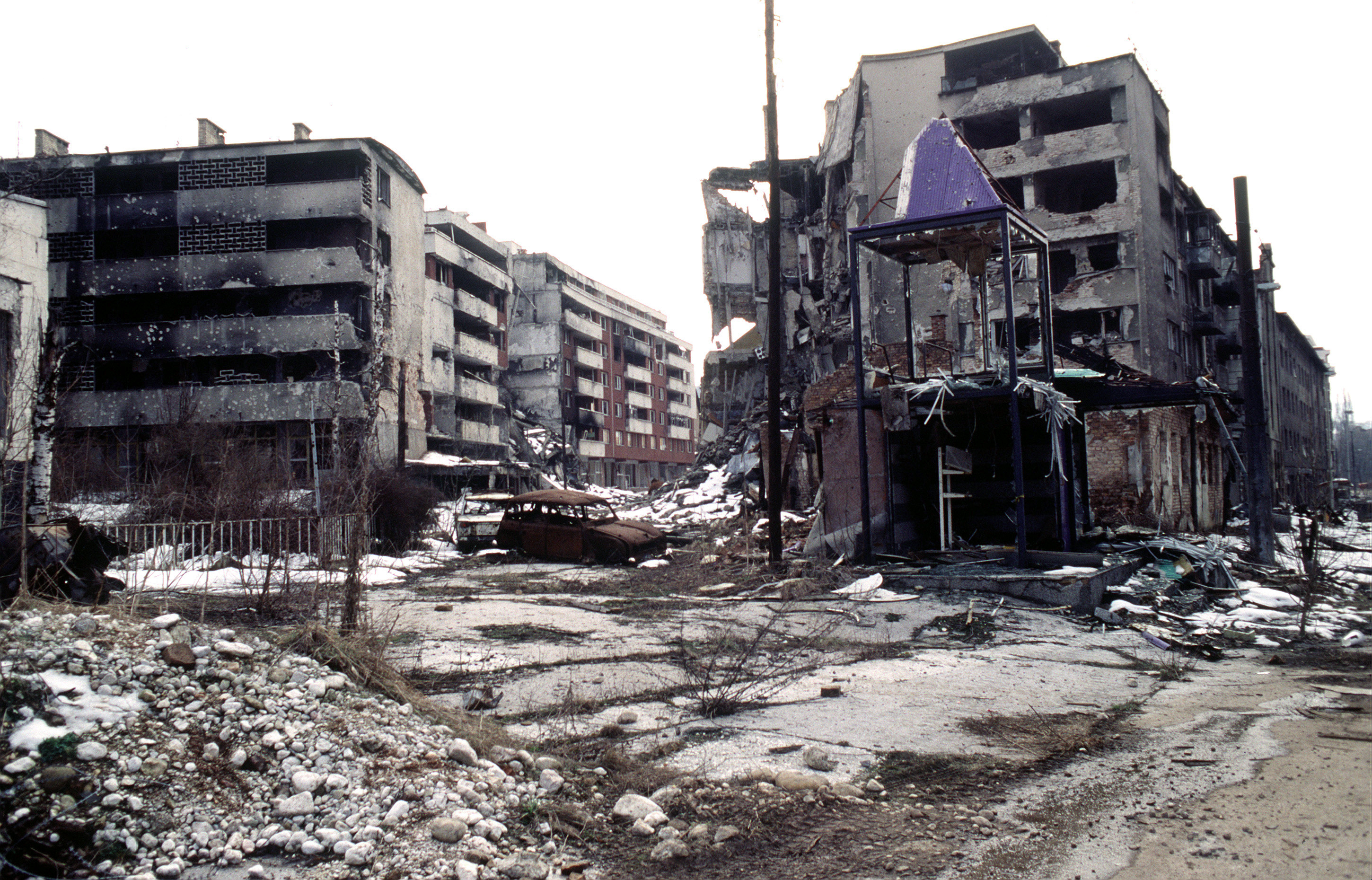
Immeubles d'habitation très endommagés dans le quartier de Grbavica à Sarajevo

Environ 500 000 des 1 295 000 logements en Bosnie ont été endommagés ou détruits ; 50 % ont été endommagés et 6 % détruits en FBiH tandis que 24 % ont été endommagés et 5 % détruits en RS.
Une partie des destructions était des dommages accidentels dus au combat, mais la plupart des destructions et des pillages importants faisaient partie d'un plan délibéré de nettoyage ethnique visant à empêcher les personnes expulsées de rentrer chez elles. La moitié des écoles et un tiers des hôpitaux du pays ont également été endommagés ou détruits.

## Poursuites judiciaires et procès pour crimes de guerre

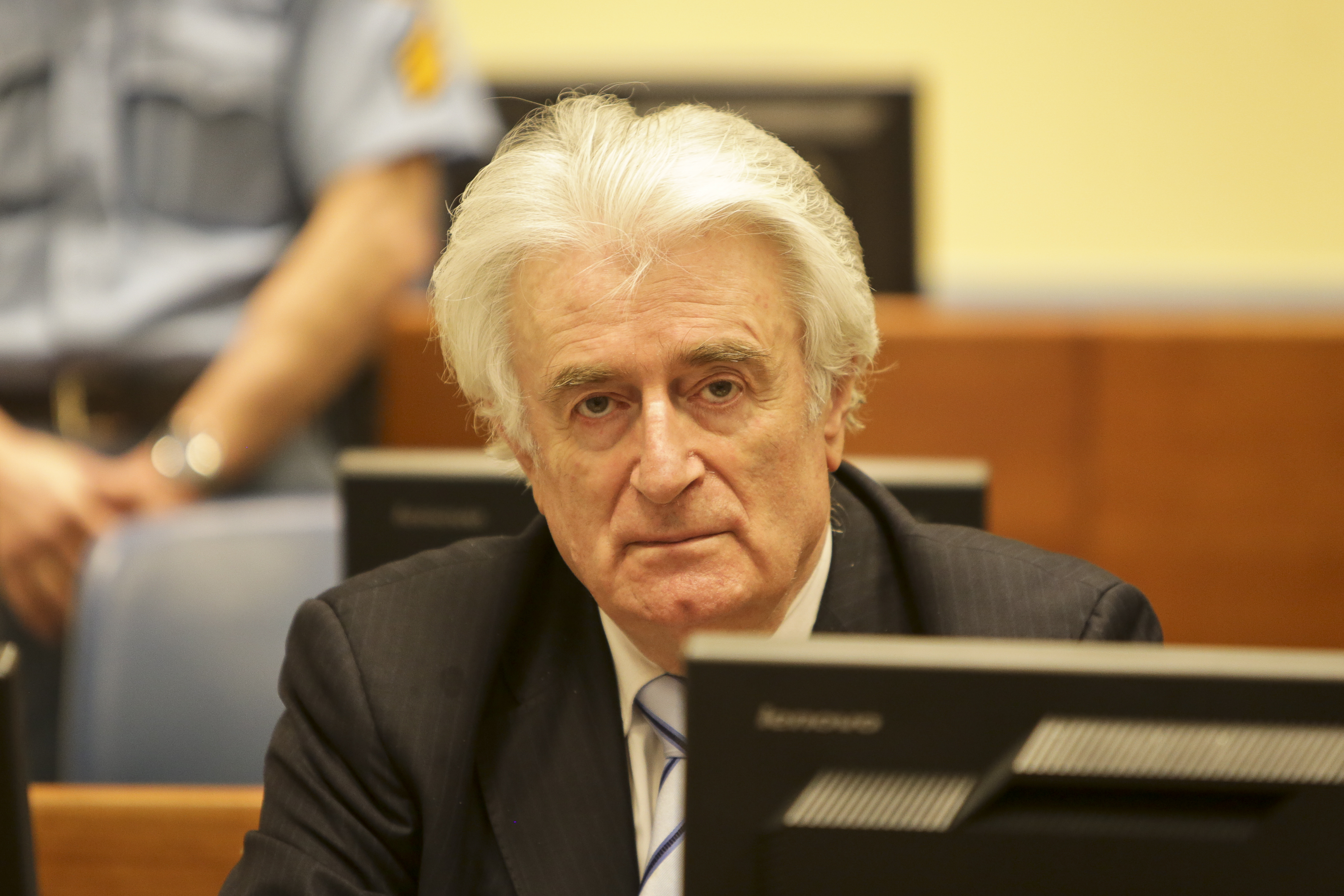
Radovan Karadžić, le président de la Republika Srpska, a été condamné pour génocide en Bosnie par le TPIY en 2016

Plusieurs personnes ont été jugées et condamnées par le Tribunal pénal international pour l'ex-Yougoslavie (TPIY) soutenu par l'ONU pour persécution pour des motifs raciaux, religieux ou ethniques, déplacement forcé et expulsion en tant que crime contre l'humanité au cours de la Guerre de Bosnie. Le massacre de Srebrenica, qui a également été inclus dans le cadre de la campagne de nettoyage ethnique, s'est avéré constituer un crime de génocide.
Parmi les personnes condamnées pour avoir participé aux campagnes de nettoyage éthique en Bosnie-Herzégovine figurent des hommes politiques, des soldats et des fonctionnaires Serbes de Bosnie : Momčilo Krajišnik, Radoslav Brđanin, Stojan Župljanin, Mićo Stanišić, Biljana Plavšić, Goran Jelisić, Miroslav Deronjić, Zoran Žigić, Blagoje Simić, Radovan Karadžić et Ratko Mladić. Ils comprennent également les responsables croates de Bosnie Mladen Naletilić, Dario Kordić, Slobodan Praljak, Bruno Stojić et Jadranko Prlić.
Dans son verdict contre Karadžić, le TPIY a conclu qu'il existait depuis octobre 1991 une entreprise criminelle commune visant à reloger de force des non-Serbes d'une grande partie de la Bosnie :

« la Chambre conclut qu'avec l'Accusé, Krajišnik, Koljević et Plavšić partageaient l'intention de mettre en œuvre le plan commun visant à retirer définitivement les Musulmans de Bosnie et les Croates de Bosnie du territoire revendiqué par les Serbes de Bosnie et par leurs positions dans implication dans toutes les communes, ils ont contribué à l'exécution du plan commun d'octobre 1991 au 30 novembre 1995 au moins. »

Dans le jugement rendu contre le dirigeant Croate de Bosnie Dario Kordić, le TPIY a conclu qu'il y avait un plan visant à expulser les Bosniaques du territoire revendiqué par les Croates :
« la Chambre de première instance tire la conclusion de ces éléments de preuve (et des éléments de preuve d'autres attaques du HVO en avril 1993) qu'il existait à ce moment-là un projet ou un plan commun conçu et exécuté par les dirigeants Croates de Bosnie pour nettoyer ethniquement la vallée de Lašva des musulmans. Dario Kordić, en tant que leader politique local, faisait partie de cette conception ou de ce plan, son rôle principal étant celui de planificateur et d'instigateur de celui-ci.»